# Tigre en una tormenta tropical
Tigre en una tormenta tropical (en francés, Tigre dans une tempête tropicale or Surpris!, conocido también como ¡Sorprendido!) es una pintura al óleo sobre lienzo realizada en 1891 por el pintor francés Henri Rousseau. Se exhibe en la Galería Nacional de Londres.
Expuesto en el Salón de París, su aceptación limitada por el público decepcionó al autor. En la obra se percibe cierto aire esotérico propio del simbolismo.